# Конде, Абдулайе
Абдулайе Конде (англ. Abdoulaye Conde; род. 1 февраля 2002, Конакри) — гвинейский футболист, опорный полузащитник клуба «Дибба Аль-Фуджайра».

## Карьера

### «Ислочь»
Воспитанник гвинейского клуба «Атуга». В августе 2021 года подписал долгосрочный контракт с белорусским клубом «Ислочь». В Высшей лиге футболист дебютировал против «Немана» 11 сентября 2021 года. Гвинейский футболист быстро закрепился в основной команде. В декабре 2021 года игрок попал в рейтинг лучших гвинейских полузащитников до 24 лет, заняв там 11 место. Первый матч в сезоне 2022 сыграл 1 мая 2022 года в матче против «Минска», выйдя на замену в концовке матча. Больше за клуб на поле не вышел и в июле 2022 года покинул клуб, расторгнув контракт по соглашению сторон.

### «Дибба Аль-Фуджайра»
В октябре 2022 года перешёл в эмиратский клуб «Дибба Аль-Фуджайра». Дебютировал за клуб 2 марта 2023 года в матче против клуба «Аль-Айн». Затем футболист быстро закрепился в основной команде эмиратского клуба. Первым результативным действием за клуб отличился 24 апреля 2023 года в матче против дубайского «Ан-Насра», отдав голевую передачу. По итогу сезона вместе с клубом занял предпоследнее итоговое место в чемпионате, вылетев в Первый дивизион.